# معركة غاو
معركة غاو دارت بين الحركة الوطنية لتحرير أزواد (MNLA) وحركة التوحيد والجهاد الإسلامية في غرب أفريقيا (MOJWA)، إلى جانب حليفتها أنصار الدين، في غاو في الفترة من 26 إلى 28 حزيران 2012. بحلول الثامن والعشرين من يونيو/حزيران، كانت غاو وتمبكتو وكيدال، أكبر ثلاث مدن في منطقة أزواد الانفصالية المتنازع عليها ضمن ما يُعرف بالأراضي المالية، تحت سيطرة جماعة أنصار الدين وحلفائها الإسلاميين.
وبعد يومين، بدأت عمليات تدمير أجزاء من موقع التراث العالمي في تمبكتو، وسط إدانة من منظمة الأمم المتحدة للتربية والعلم والثقافة (اليونسكو)، ومنظمة التعاون الإسلامي، ومالي، وفرنسا. تبع ذلك انتقاداتٌ إقليمية ودولية، حيث اقترحت المجموعة الاقتصادية لدول غرب أفريقيا (إيكواس) إرسال قوة تدخل مسلحة إلى البلاد، وحذت المحكمة الجنائية الدولية حذو مالي ووصفت هذه الأعمال بـ"جرائم حرب". وبينما انتقدت الحركة الوطنية لتحرير أزواد الإسلاميين لاحتجازهم مدنيين وتدميرهم للمنشآت، قالت جماعة أنصار الدين إن التدمير جاء بسبب انتهاك الشريعة (وفق تفسيرهم الوهابي)، وردًا على تصنيف اليونسكو لمواقع تمبكتو وغاو بأنها "معرضة للخطر".

## الخلفية
وفي أعقاب تمردات الطوارق السابقة في الفترة 2007-2009 والحرب الأهلية الليبية، استولت الحركة الوطنية لتحرير أزواد والحركات الإسلامية في أوائل عام 2012 على شمال مالي. وبعد ذلك بدأت التوترات بين الحركة الوطنية لتحرير أزواد والحركات الإسلامية بشأن استخدام الشريعة الإسلامية داخل الإقليم. بدأت الاشتباكات بين الجانبين بعد فشل محاولة الاندماج، على الرغم من توقيع اتفاق لتقاسم السلطة. في 25 حزيران، سيطرت جماعة أنصار الدين الإسلامية على كيدال.
اندلعت الاحتجاجات في 26 يونيو/حزيران في مدينة غاو، التي يشكل الطوارق (على النقيض من الحركة الوطنية لتحرير أزواد) غالبية سكانها، بل مجموعات من جنوب الصحراء الكبرى مثل شعبي سونغاي [الإنجليزية] وفولا وأغلبيتهما من النساء. أعرب المتظاهرون عن معارضتهم للمتمردين الطوارق وتقسيم مالي. قُتل شخصان نتيجة للاحتجاجات، ويُزعم أنهما على يد قوات الحركة الوطنية لتحرير أزواد. استخدم المتظاهرون الأعلام المالية والإسلامية، وأفادت قناة فرانس 24 أن العديد من السكان المحليين دعموا الإسلاميين نتيجة لمعارضتهم للقوميين الطوارق وانفصال أزواد.

## المجموعات المشاركة وعدد المقاتلين
ولم تكن القوات المشاركة معروفة على وجه التحديد. في نهاية شهر مايو/أيار 2012، زعمت الحركة الوطنية لتحرير أزواد أن لديها ما بين 1500 إلى 2000 رجل في مدينة غاو ومحيطها، إلا أن الحركة اعترفت بأن عدة مئات من مقاتليها انشقوا للانضمام إلى جماعة أنصار الدين، منجذبين إلى المكاسب المالية التي يمكن أن يحصلوا عليها من الجماعة الإرهابية، وشخصية زعيمها إياد أغ غالي. وفي أواخر شهر مارس/آذار أو أوائل شهر أبريل/نيسان، تمكن الصحفيون الاستقصائيون الفرنسيون من دخول غاو بمساعدة الحركة الوطنية لتحرير أزواد، ولاحظوا أن الحركة تسيطر على مطار غاو والمحافظة، ولكن المدينة كانت في الأساس تحت سيطرة الإسلاميين الذين كانوا يسيطرون على معظم الدوريات. أما بالنسبة لعدد المقاتلين، فقد وجدوا في البداية تواجد خمسين رجلًا في المطار، وبعد ذلك تم تجميع 300 رجل مع شاحنات صغيرة وعربة ب م-21 وعربة ب ر د م-2 . لم تكن هناك طائرات في المطار، فقط طائرة هليكوبتر من طراز ميل مي-24 تالفة وغير صالحة للاستخدام. في منتصف يونيو/حزيران 2012، قال العقيد إنتالاه أغ أساي من الحركة الوطنية لتحرير أزواد إن المطار كان بمثابة قاعدة لأسلحتهم ومعداتهم، حيث تم الاستيلاء على أكثر من نصف معداتهم الحربية من معارك مع الجيش. وقال إن الحركة الوطنية لتحرير أزواد تمتلك 30 دبابة في حالة عمل و10 دبابة أخرى في حالة إصلاح بالإضافة إلى طائرة مروحية. وكان عدد مقاتليه 2000 مقاتل، وكان نصفهم على حد علمه من المجندين الشباب الذين لا يزالون عديمي الخبرة. وكانت قوات الجهاديين أقل شهرة. كانت مدينة غاو تحت سيطرة حركة التوحيد والجهاد في غرب أفريقيا، وهي جماعة يبلغ عدد مقاتليها ما بين 500 إلى 1000 مقاتل، متمركزين بشكل رئيسي في منطقة غاو. وكان هناك أيضًا مقاتلون من جماعة أنصار الدين، بالإضافة إلى فرقة تضم نحو مائة رجل من جماعة بوكو حرام وواحدة من كتائب كتيبة من خمسة ألوية من تنظيم القاعدة في بلاد المغرب الإسلامي، وهي كتيبة المقاتلين بقيادة مختار بلمختار . كان يُشتبه في أن بلمختار هو الشخص الذي قاد الهجوم على مواقع الحركة الوطنية لتحرير أزواد أثناء المعركة.

### العواقب
وفي وقت لاحق، يبدو أن المحادثات بدأت بين الحركة الوطنية لتحرير أزواد والإسلاميين. في 28 حزيران، وصل إياد أغ غالي، أمير أنصار الدين، إلى غاو برفقة 60 مركبة ومئات الرجال. وفي يوم 30، غادر المدينة والتقى بثلاثة ضباط من الحركة الوطنية لتحرير أزواد. العقيد مشكناني و نتالا و صلات. وتم بعد ذلك التوقيع على اتفاق وقف إطلاق النار. وبحلول الثاني من يوليو/تموز، أفادت التقارير أن تنظيم القاعدة في بلاد المغرب الإسلامي، إلى جانب حلفائه، قام بزرع الألغام في محيط المدينة. وقال المتحدث باسم الحركة الوطنية لتحرير أزواد، موسى آغ الطاهر، إن تنظيم القاعدة في بلاد المغرب الإسلامي "يستخدم السكان كرهائن، كدروع بشرية لحماية نفسه من هجوم مضاد من الحركة الوطنية لتحرير أزواد... ويحاول العديد من الناس الهرب، وركوب الحافلة للذهاب إلى باماكو، لكن الإسلاميين يمنعونهم". 
في 3 يوليو/تموز، أطلقت حركة التوحيد والجهاد في غرب أفريقيا سراح 25 سجينًا من الحركة الوطنية لتحرير أزواد كانوا قد أسروا أثناء المعركة لإظهار "أنهم كانوا من أجل السلام"، بعد أن طلب منها إياد أغ غالي القيام بذلك. وفي الوقت نفسه، قال الرئيس الغيني ألفا كوندي إن التدخل العسكري للمجموعة الاقتصادية لدول غرب أفريقيا سيكون موجها ضد الإسلاميين وليس ضد الحركة الوطنية لتحرير أزواد.